# Мари Болконская
Княжна Марья Николаевна Болконская  — героиня романа-эпопеи Л. Н. Толстого «Война и мир», дочь Николая Андреевича Болконского и сестра Андрея Болконского.
Марья некрасива, болезненна, но всё её лицо преображают прекрасные глаза: «… глаза княжны, большие, глубокие и лучистые (как будто лучи теплого света иногда снопами выходили из них), были так хороши, что очень часто, несмотря на некрасивость всего лица, глаза эти делались привлекательнее красоты».
Василий Курагин решает женить своего сына Анатоля, который ведет разгульный образ жизни, на Марье Болконской. 
В ноябре месяце 1805 года князь Василий должен был ехать на ревизию в четыре губернии. Он устроил для себя это назначение с тем, чтобы побывать заодно в своих расстроенных имениях, и захватив с собой (в месте расположения его полка) сына Анатоля, с ним вместе заехать к князю Николаю Андреевичу Болконскому с тем, чтоб женить сына на дочери этого богатого старика.
Во время визита Анатоль Курагин начал флиртовать с m-lle Bourienne, с компаньонкой княжны. M-lle Bourienne влюбилась в богатого жениха.
Она [княжна] подняла глаза и в двух шагах от себя увидала Анатоля, который обнимал француженку и что-то шептал ей. Анатоль с страшным выражением на красивом лице оглянулся на княжну Марью и не выпустил в первую секунду талию m-lle Bourienne, которая не видала её.
В результате княжна Марья Болконская решает пожертвовать собственным счастьем и собирается устроить брак m-lle Bourienne с Анатолем Курагиным. Из этой затеи ничего не вышло.
Княжна Марья отличается большой религиозностью. Она часто принимает у себя всевозможных богомольцев, или как она их называет «божьих людей», странников. У неё нет близких друзей, она живёт под гнетом отца, которого любит, но невероятно боится. Старый князь Болконский отличался скверным характером, Марья была абсолютно забита им и совсем не верила в своё личное счастье. Всю свою любовь она отдает отцу, брату Андрею и его сыну, пытаясь заменить маленькому Николеньке умершую мать.
Жизнь Марьи меняется с момента встречи с Николаем Ростовым. Он «спас» её от дворовых мужиков, которые не хотели выпускать княжну из имения, в котором умер её отец. Именно Николай увидел все богатство и красоту её души. Они женятся, Марья становится преданной женой и матерью. У них с Николаем рождается четверо детей.